# NGC 235B
NGC 235B (ook wel PGC 2570) is een lensvormig sterrenstelsel in het sterrenbeeld Walvis. NGC 235B staat op ongeveer 283 miljoen lichtjaar van de Aarde. Het hemelobject ligt dicht bij sterrenstelsel NGC 235A.